# Хэтао

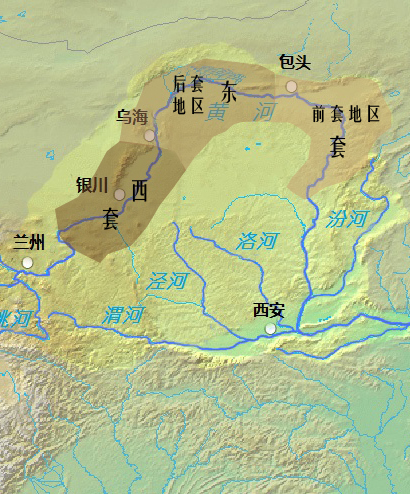
Регион Хэтао («Великая излучина Жёлтой реки»).

Хэта́о (Хэтаопинъюа́нь; кит. упр. 河套平原, пиньинь Hetao Pingyuan) — равнина в северной части Китая на территории автономного района Внутренняя Монголия, в излучине Хуанхэ, северная окраина плато Ордос.
Протяжённость составляет около 400 км, ширина до 100 км. Диапазон высот равнины находится в пределах 1000—1200 м над уровнем моря. Равнина сложена наносами Хуанхэ, встречаются участки песков. Поливное земледелие (пшеница, просо, гречиха, сорго; местами — посевы риса). На территории равнины расположен городской округ Баотоу.